# Красная улица (Пенза)
Кра́сная у́лица (бывшая Дворя́нская у́лица) — улица в Пензе, расположенная в историческом центре города. Проходит от Тамбовской улицы до улицы Пушкина. С западной (чётной) стороны к улице примыкает Пензенский зоопарк.

## История улицы
Улица возникла в конце XVIII века. С 1803 до 1919 года улица именовалась Дворянской, так как изначально эта не самая молодая улица Пензы застраивалась дворянским усадьбами
В 1848—1851 гг. на Дворянской улице по проекту архитектора П. С. Гессе было построено здание Пензенского дворянского института, в котором учились писатель В. А. Слепцов, основоположник педиатрии в России Н. Ф. Филатов. В 1863 году в это здание перевели Классическую гимназию, позднее переименованную в Первую мужскую гимназию. В ней учились будущий военачальник М. Н. Тухачевский, писатели А. Н. Будищев и А. Г. Малышкин, профессора Н. Н. Загоскин и Г. Ф. Дормидонтов, известные врачи К. Р. Евграфов и Н. А. Щепетильников.
В 1868 году на Дворянской улице было завершено строительство нового здания Пензенского епархиального училища, а в 1900 году напротив его на углу Дворянской и Никольской улиц было построено здание спального корпуса Епархиального училища. В 1922 году в этом здании был размещён Губернский краеведческий музей.
На углу нынешних улиц Красной и Чкалова, в 40-х годах XIX века было построено здание для духовного училища. В нём учились историк В. О. Ключевский, хирург Н. И. Студенский, писатель А. А. Богданов, нейрохирург Н. Н. Бурденко. В 1894—1899 гг. на Дворянской улице было сооружено новое здание Пензенской духовной семинарии. После революции 1917 года здесь размещалась советско-партийная и газетная школы, затем управление Пензенской железной дороги, в годы Великой Отечественной войны эвакогоспиталь, а с 1943 года — индустриальный институт.

## Исторические здания
- Епархиальное женское училище
- Пензенское соединённое собрание (Ремесленная школа Швецова)

## В настоящее время на Красной улице располагаются
- Пензенский государственный университет,
- Классическая гимназия № 1 имени В. Г. Белинского
- Городская больница им. Семашко
- Пензенский зоопарк
- Пензенский государственный краеведческий музей[3]
- Управление культуры и архива Пензенской области.

## Галерея

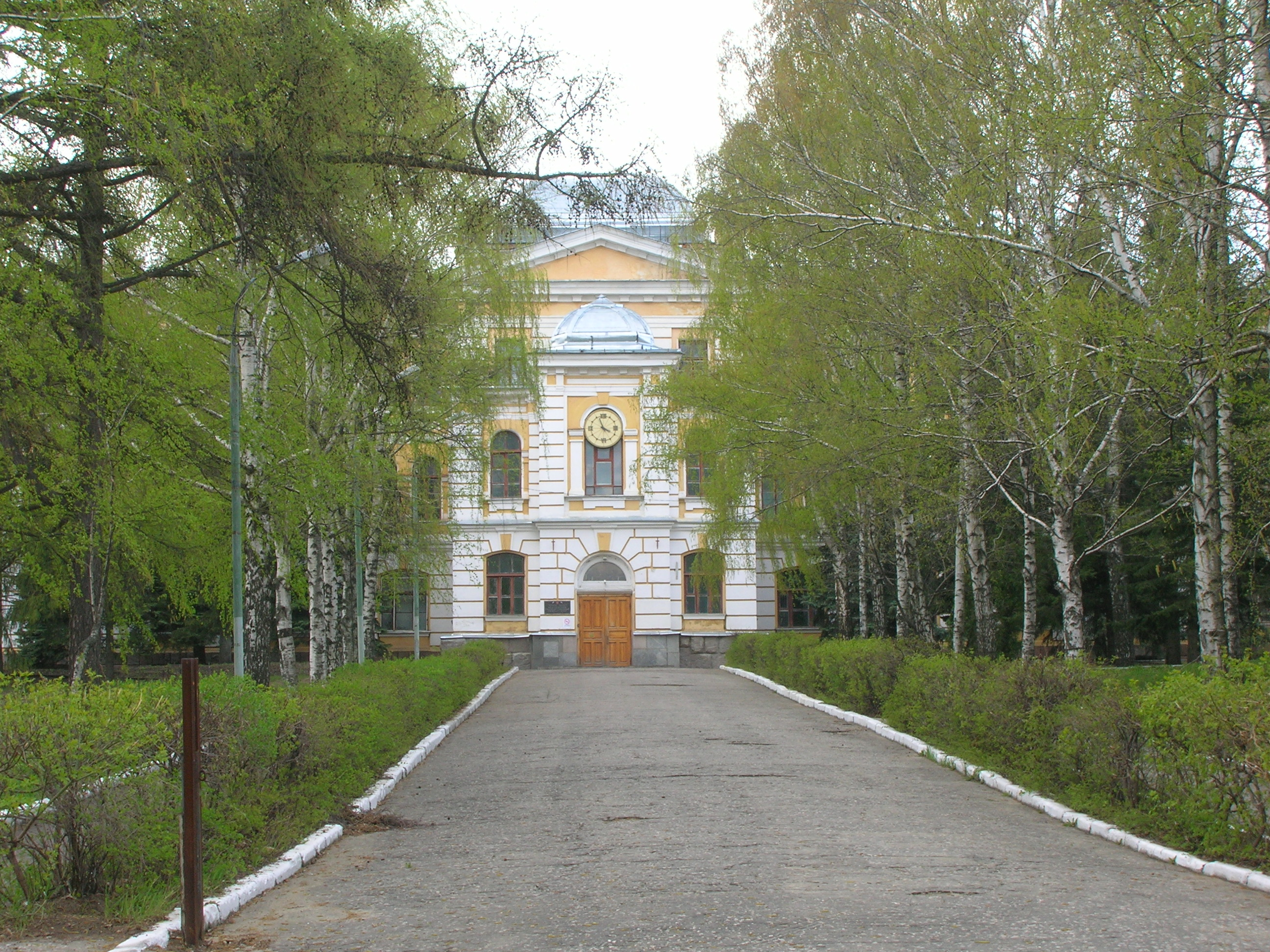
Пензенский государственный университет
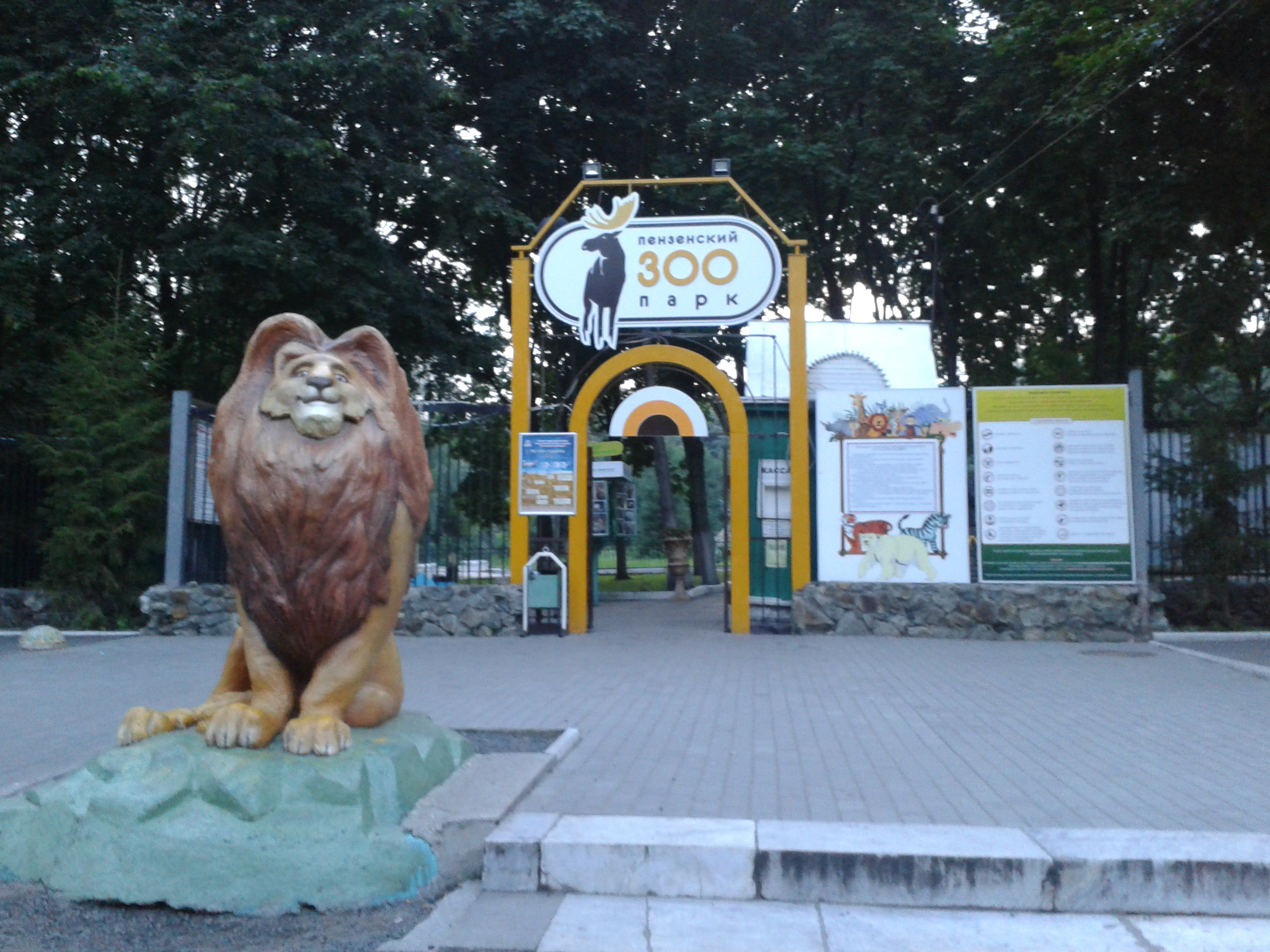
Пензенский зоопарк
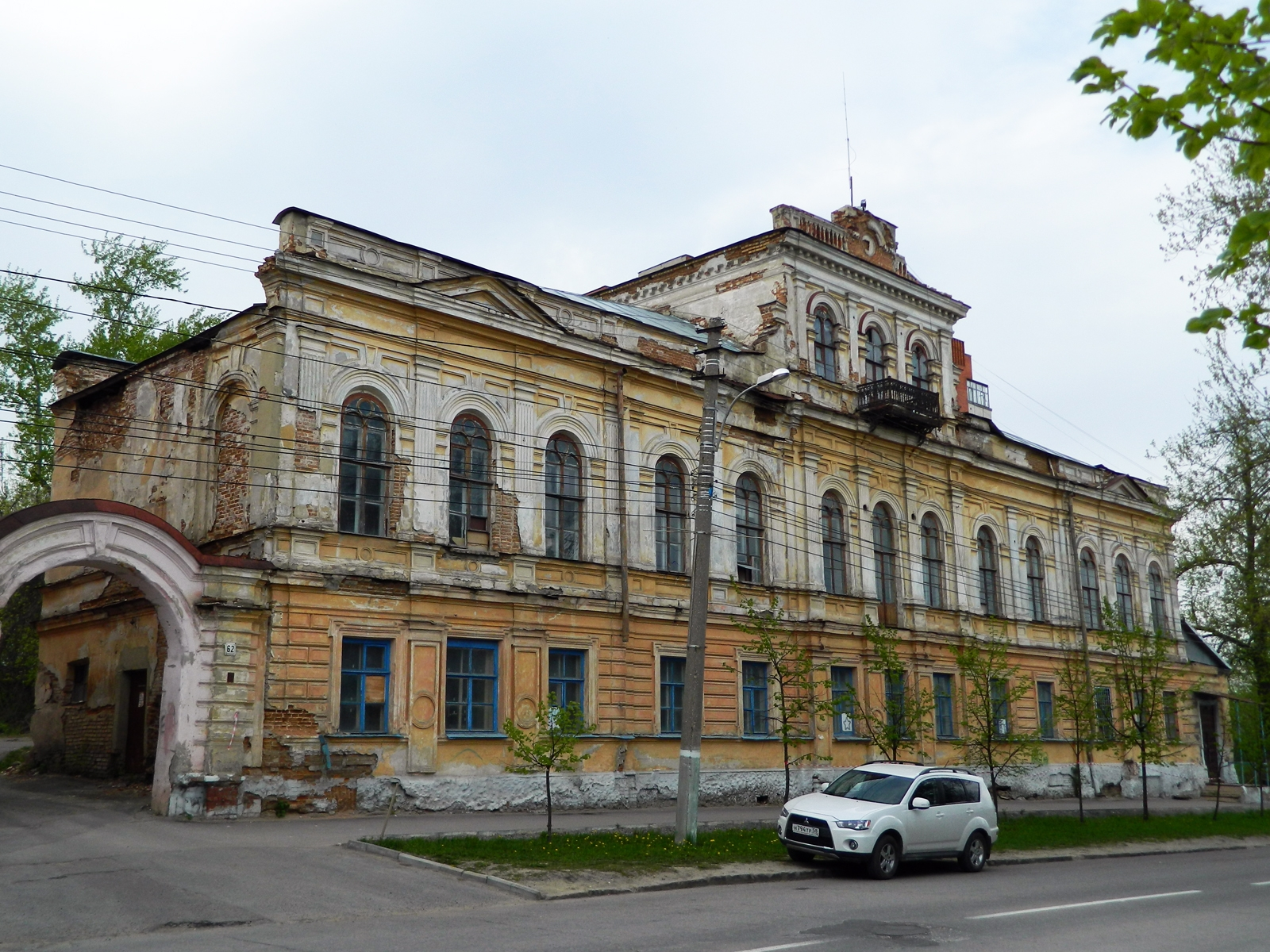
Здание Епархиального женского училища